# Belgisch-Brabants
Het Belgisch-Brabants, ook Zuid-Brabants (niet te verwarren met het Zuid- of Vlaams-Brabants dialect dat enkel wordt gesproken in Vlaams-Brabant en omgeving) en soms ook kortweg Brabants genoemd, is een onderverdeling van de Brabantse dialectgroep. Het is een overkoepelende term voor alle Brabantse dialecten ten zuiden van de Belgisch-Nederlandse grens. Deze groep dialecten wordt gesproken in de Belgische provincies Antwerpen, Vlaams-Brabant, Oost-Vlaanderen, Limburg en het Gewest Brussel. De groepering bestaat dus om verschil te duiden tussen het Brabants in Nederland (zie Noord-Brabants) en het Brabants in België. 
Wegens de economische en politieke positie van de streek waar Belgisch-Brabants gesproken wordt vormt deze het taalcentrum van België en heeft het hierdoor een sterke invloed op zowel de Vlaamse 'Tussentaal' als het Standaardnederlands dat gesproken wordt in Vlaanderen.
De rijksgrens tussen België en Nederland is lange tijd geen factor van betekenis geweest maar dit veranderde door het feit dat beide landen met hun standaardtaal druk uitoefenden op het Brabants dat werd gesproken in hun gebied. Aangezien de Nederlandse standaardtaal in Vlaanderen en België verschillen op subtiele manieren, leidde dit tot dialectverschillen. Jo Daan noemt in haar indeling van de Nederlandse en Vlaamse dialecten alle Brabantse dialecten gesproken in België 'Zuid-Brabants', als tegenhanger van het Noord-Brabants in Nederland. De Belgische dialectgroep wordt dan weer opgedeeld in het Antwerps en het Vlaams-Brabants.
Het Belgisch-Brabants gaat in het westen geleidelijk over in het Oost-Vlaams, een Vlaamse dialectgroep die veel invloed heeft ondervonden van het Brabants door de Brabantse expansie zoals beschreven in dialecten in de Denderstreek. De grens met het Limburgs is de Uerdingerlijn (ik/ich). Hier wordt ook het Getelands overgangsdialect gesproken.

## Alternatieve indelingen
Het Woordenboek van de Brabantse Dialecten hanteert een meer gedetailleerde indeling van het Brabants die gebaseerd is op onderzoek van de Brabantse dialectwetenschapper Toon Weijnen. Bij deze indeling verwijst Zuid-Brabants enkel naar de dialecten die in Vlaams-Brabant en omgeving worden gesproken (zie Zuid-Brabants). Ook wordt het Antwerps samen met dialecten in Noorderkempen, het Baronies (rond Breda) en het Markiezaats (rond Bergen op Zoom) gegroepeerd onder het Noordwest-Brabants. Dialecten in het oosten van Antwerpen Provincie worden hier Kempens genoemd.